# كنديون مفقدون
الكنديون المفقودون هم أفراد يؤمنون أنهم كنديون، أو تحق لهم الجنسية الكندية، لكنهم فقدوا الحق بالجنسية بسبب تفسيرات معينة لقانون الهجرة الكندي.

## فقدان الجنسية
من أسباب فقدان الجنسية بحسب قانون 1947:
1. حصول والد الفرد على جنسية دولة أخرى في حال كان الفرد ما يزال طفلا.[6]
2. فرد ولد خارج كندا ولم يكن متواجدا في كندا عندما أتم سن 21.
3. عروس حرب لم تجري عملية تطبيع جنسيتها الكندية.
4. إبناء عروس حرب لم تجري عملية تطبيع جنسيتهم الكندية.
5. فرد من الجيل الثاني لكندي ولد خارج كندا ولم يطالب بجنسيته الكندية قبل سن ال28.
6. «طفل حدود» غير مسجل. أي أبناء والدين كنديين ولدوا في مستشفي في الولايات المتحدة ولم يسجلوا في كندا.
7. في بعض الحالات حيث العلاقة مع كندا هي من جانب الأم.
8. شخص ولد من خارج الرياط الزوجي.
9. «شقي حرب» أي أبناء ولدوا لكندي يخدم في العسكرية خارج كندا.
10. امرأة متزوجة من غير كندي قبل عام 1947.
11. أبناء امرأة متزوجة من غير كندي قبل عام 1947.
12. شخص حصل على جنسية أخرى قبل عام 1977.

في أغلب الأحيان، لا يدري هؤلاء الأشخاص أنهم فقدوا الجنسية إلا عند تقديم طلب تقاعد أو الحصول على عناية طبية.